# 80A trolibusz (Budapest)
A budapesti 80A jelzésű trolibusz a Keleti pályaudvar és a Csertő utca között közlekedett a munkanapi csúcsidőszakokban, a 80-as trolibusz helyett. A viszonylatot a Budapesti Közlekedési Zrt. üzemeltette a Budapesti Közlekedési Központ megrendelésére.

## Története
A 2008-as paraméterkönyv második ütemében jött létre a Csertő utca és a Keleti pályaudvar között.
2020. április 1-jén a koronavírus-járvány miatt bevezették a szombati menetrendet, ezért a vonalon a forgalom szünetelt. Az intézkedést a zsúfoltság miatt már másnap visszavonták, így április 6-ától újra a tanszüneti menetrend lépett érvénybe, a szünetelő járatok is újraindultak. Augusztus 3-ától csak csúcsidőben járt.
2021. április 7-étől nem közlekedik, helyette a 80-as trolibusz használható.

## Útvonala
| Csertő utca felé                                                                    |
| Keleti pályaudvar M vá. – Kerepesi út – Fogarasi út – Csertő utca – Csertő utca vá. |
| Keleti pályaudvar felé                                                              |
| Csertő utca vá. – Csertő utca – Fogarasi út – Kerepesi út – Keleti pályaudvar M vá. |

## Megállóhelyei
Az átszállási kapcsolatok között a 80A üzemidején kívül közlekedő 80-as jelzésű járat nincsen feltüntetve.
| 0  | Keleti pályaudvar M végállomás | 22 | 5, 7, 7E, 8E, 20E, 30, 30A, 108E, 110, 112, 133E, 178, 230 2M, 24 73, 76, 78, 79M G10 , S25 , S60 , G60 , Z60 , S80 , Z80 , IC, EC, EN, InterRégió, sebesvonat, gyorsvonat, |
| 0  | Keleti pályaudvar M            | ∫  | 5, 7, 7E, 8E, 20E, 30, 30A, 108E, 110, 112, 133E, 178, 230 2M, 24 73, 76, 78, 79M G10 , S25 , S60 , G60 , Z60 , S80 , Z80 , IC, EC, EN, InterRégió, sebesvonat, gyorsvonat, |
| 2  | Arena Mall bevásárlóközpont    | 20 | |
| 3  | Gumigyár                       | 18 | |
| 6  | Puskás Ferenc Stadion M        | 16 | 95, 130, 195 75, 77 1, 1M 396, 397, 399, 400, 402, 412, 414, 422, 424, 430, 432, 434, 435, 436, 437, 438, 439, 440, 441, 442, 485, 486 1020, 1021, 1031, 1037, 1039, 1040, 1045, 1046, 1049, 1050, 1051, 1054, 1057, 1060, 1061, 1063, 1068, 1069, 1070, 1074, 1075, 1076, 1078 |
| ∫  | Őrnagy utca                    | 14 | 95, 130, 195 |
| 8  | Várna utca                     | 13 | 10, 130 |
| 9  | Pillangó utca                  | 12 | 130 |
| 10 | Róna utca                      | 10 | 130 |
| 11 | Kaffka Margit utca             | 9  | 130 |
| 12 | Pongrátz Gergely tér           | 8  | 32, 130 3, 62, 62A |
| 13 | Mályva utca                    | 6  | 130 |
| 15 | Vezér utca / Fogarasi út       | 4  | 31, 130, 131, 144, 231 82 |
| 16 | Fischer István utca            | 3  | 130, 131, 144, 231 81 |
| 17 | Zsálya utca                    | 2  | 81 |
| 18 | Újváros park                   | 1  | 81 |
| 19 | Csertő utca végállomás         | 0  | 81 |